# Estação Sé
A Estação Sé é uma das estações do Metrô de São Paulo. Ela é a estação central e a mais movimentada da capital paulista. Situa-se na Praça da Sé, próxima à Catedral da Sé. Faz a integração da Linha 1–Azul com a Linha 3–Vermelha. Foi inaugurada oficialmente em 17 de fevereiro de 1978.

## História

### Primórdios

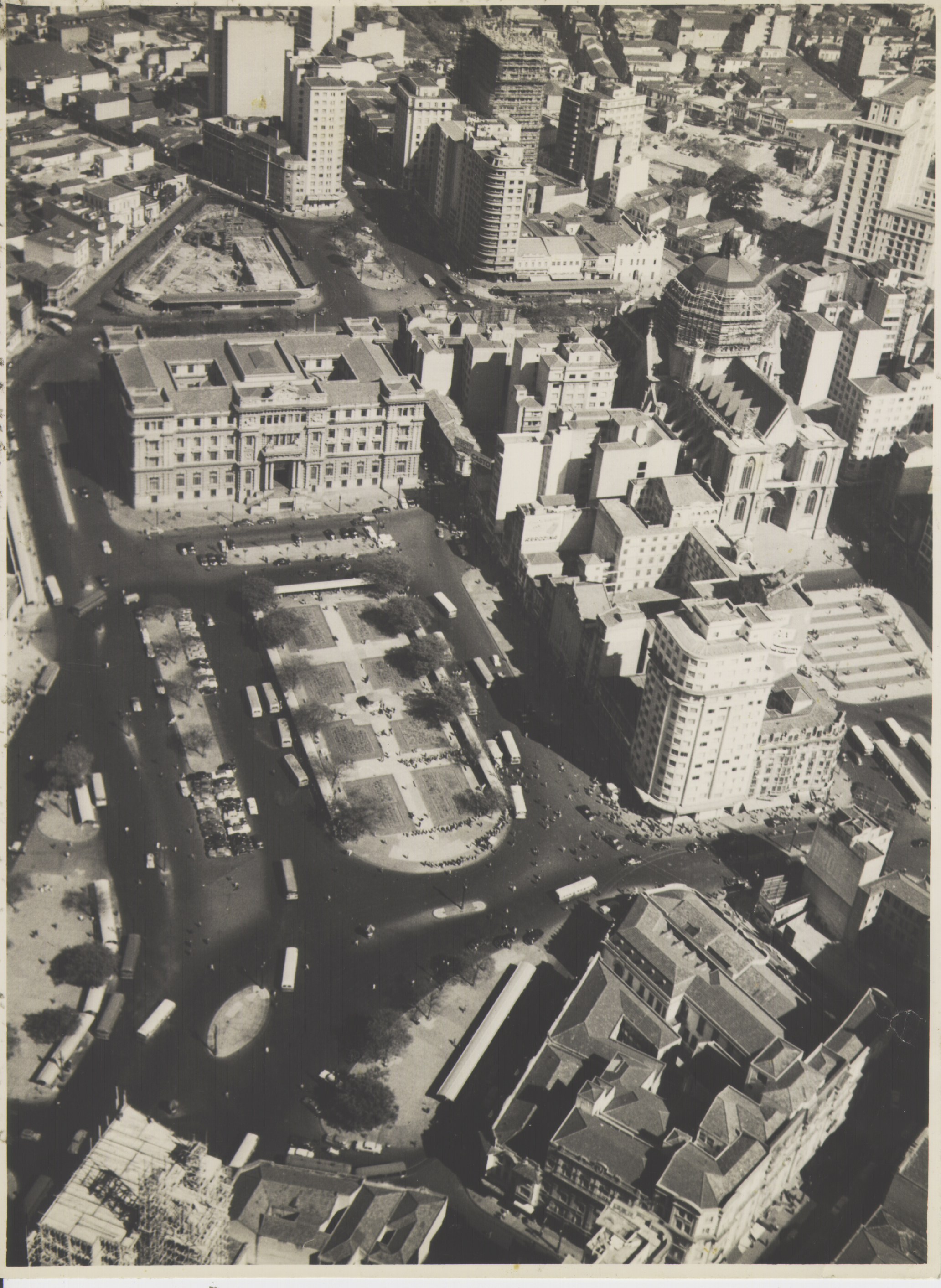
Praças Clovis Bevilácqua (centro) e da Sé (à direita), divididas pelo Palacete Santa Helena, anos 1950. Foto de Werner Haberkorn, Acervo do Museu Paulista da Universidade de São Paulo

A Praça da Sé sempre esteve presente desde os primeiros projetos de metrô em São Paulo, seja com uma estação ao seu redor ou sob a praça.
A partir de 1945, com a implantação do primeiro terminal de ônibus da cidade, a Praça da Sé foi se consolidando como ponto nevrálgico dos transportes da capital, com imensas filas de passageiros para os poucos ônibus com destino a todos os cantos da cidade. A construção do Edifício Mendes Caldeira nos seus arredores simbolizou o crescimento frenético da cidade de São Paulo, que recebera aquela época a alcunha de “cidade que mais cresce no mundo”. Com isso, os sistemas de transporte paulistano paulatinamente entram em colapso, pressionando as autoridades para solucionar o problema dos transportes.
Após várias tentativas fracassadas em diferentes períodos da história da cidade, é criado em 1966 pelo então prefeito de São Paulo Brigadeiro Faria Lima o Grupo Executivo do Metropolitano (GEM), culminando com a fundação da Companhia do Metropolitano de São Paulo – Metrô, em 24 de março de 1968, que após a realização de uma concorrência internacional contrata um consórcio formado pelas construtoras alemãs Hochtief Aktiengeselischaft, Deutsche Eisenbahn-Consulting (Deconsult), que se juntaram com a brasileira Montreal Empreendimentos S.A. para a formação do Consórcio HMD, a fim de elaborar os primeiros estudos sócio-econômicos e o pré-projeto de engenharia, além de projetar a rede básica proposta para o Metrô.

### Projeto
O Consórcio HMD contratou uma equipe de arquitetos-urbanistas liderada por Marcelo Aciolly Fragelli, que elaborou os projetos das estações. Na região central foi projetada, pelos arquitetos Roberto McFadden e José Paulo de Bem a estação Clóvis Beviláqcua, porém, por ser a maior estação da rede (abrigando as linhas Norte-Sul e Leste-Oeste e uma terceira linha para Santo Amaro- que acabou não saindo do papel) seu projeto foi concebido de forma lenta. A falta de espaço para a implantação da estação era o seu maior desafio até que a equipe propôs uma alteração radical: a unificação das praças da Sé e Clóvis Beviláqcua e a demolição do Edifício Mendes Caldeira e Palacete Santa Helena. Essa decisão causou controvérsia à época, porém a necessidade de se construir a rede de metrô falou mais alto.

### Obras

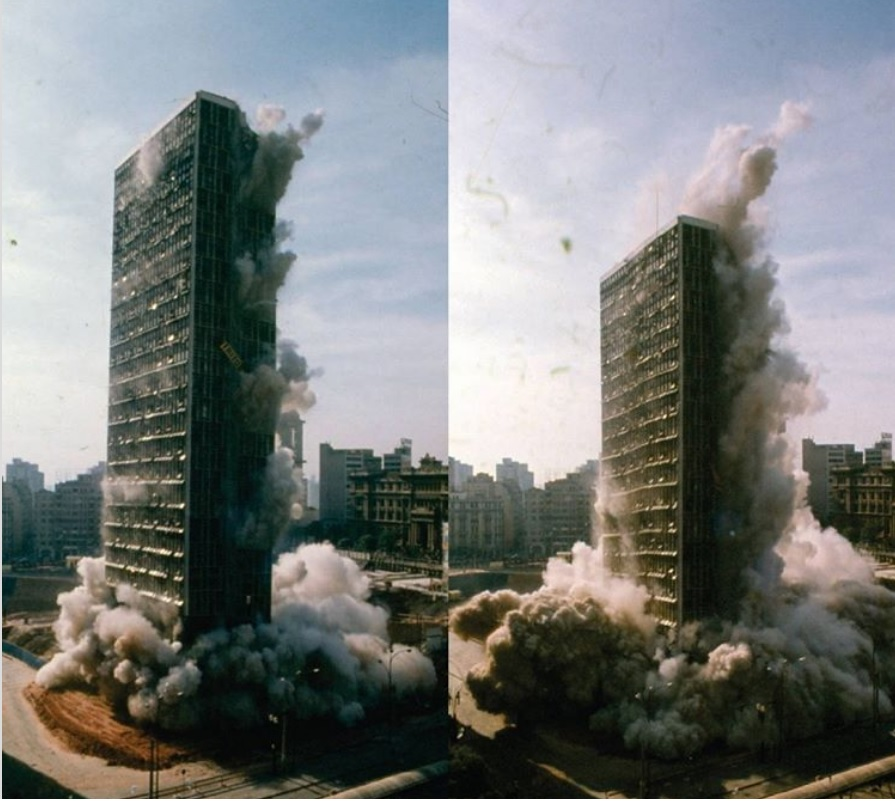
Implosão do Edifício Mendes Caldeira, 1975. Acervo da Companhia do Metropolitano de São Paulo

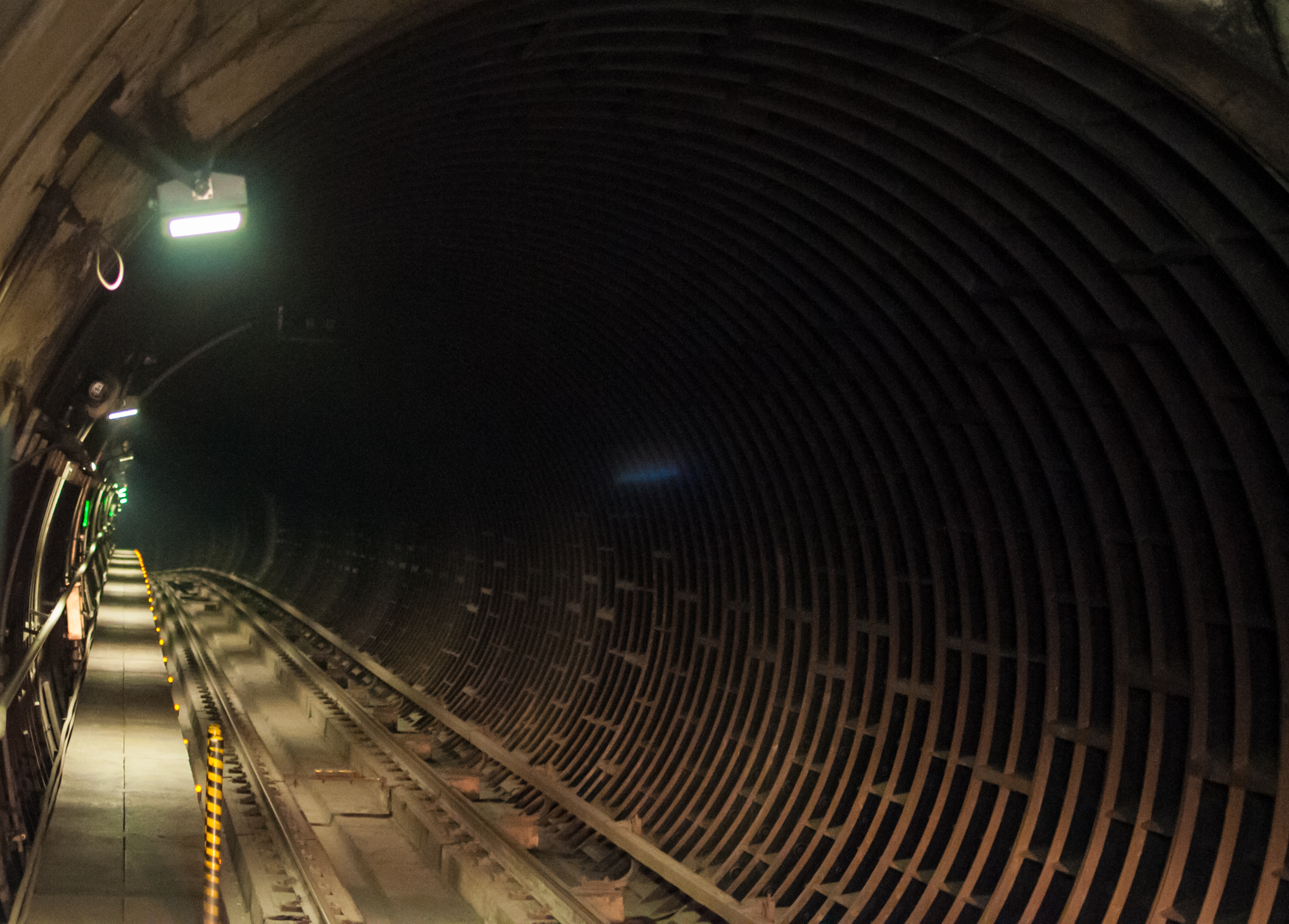
Detalhe de túnel com anéis de couraça metálica unidos por meio de parafusos, implantado nos primeiros trechos construídos por tuneladoras em São Paulo, entre os anos 1970 e 1980, incluindo nos arredores da estação da Sé. Atualmente, as tuneladoras implantam túneis com anéis de concreto pré-moldado, unidos por parafusos

Ao contrário das demais obras do metrô, iniciadas entre 1968 e 1971, as obras da estação Sé foram iniciadas apenas em 9 de fevereiro de 1974. A essa altura, o primeiro trecho do metrô estava em testes desde 1972 e prestes a ser inaugurado. Isso colocava pressão nas obras da Estação Sé, muito atrasadas. As escavações tinham o objetivo principal de alcançar a cota de 24 m de profundidade para permitir a chegada das duas Tuneladoras e a construção do túnel unindo as duas frentes principais de obra da Linha Norte-Sul. Durante as escavações, um trecho sofreu um deslizamento (provocado por infiltração de água), atrasando ainda mais as obras.
Em 26 de setembro de 1975 os trens da Linha Norte-Sul já passavam sob as obras da Estação Sé, ainda lentas, por conta da demolição manual do Palacete Santa Helena. Enquanto isso, a demolição do Edifício Mendes Caldeira, de 32 andares, era planejada. Os técnicos do metrô chegaram a conclusão de que seria necessário um método de demolição ainda inédito na América Latina: a implosão.

#### Implosão do Edifício Mendes Caldeira
Para realizar a tarefa, foram contratadas a empresa nacional Triton e a estadunidense Controlled Demolition, Inc. (CDI). A demolição foi marcada para novembro de 1975. A demolição do Edifício Mendes Caldeira foi marcada por grande polêmica, pois até então o edifício mais alto demolido no mundo tinha 22 andares. A estrutura de concreto armado do edifício era muito resistente, causando temor nos engenheiros que o prédio se partisse ao meio e caísse sobre a Catedral da Sé ou os prédios vizinhos. Um fabricante de explosivos brasileiros se recusou a fornecer o material para a demolição temendo ser responsabilizado por uma grande tragédia. Por fim, até a Igreja Católica se opôs, temendo a destruição da catedral da Sé.
Os técnicos da CDI instalaram 777 cargas de explosivos, totalizando quase mil libras. Na madrugada de 16 de novembro de 1975 os arredores da Praça da Sé foram tomados por milhares de espectadores para assistir aquele feito inédito na cidade. Às 7h32 da manhã os sinos da Catedral da Sé badalaram intensamente marcando o momento da implosão. Em 9 segundos, o edifício de 32 andares havia sido reduzido a uma massa de escombros, numa implosão perfeita (os únicos prejuízos foram duas janelas estilhaçadas de um prédio e de uma casa nos arredores da implosão), a um custo de US$ 270 mil. Foi a primeira implosão realizada na América Latina. Os trabalhos de limpeza duraram 20 dias e as  obras, enfim, puderam ser retomadas com a velocidade necessária.

### Inauguração

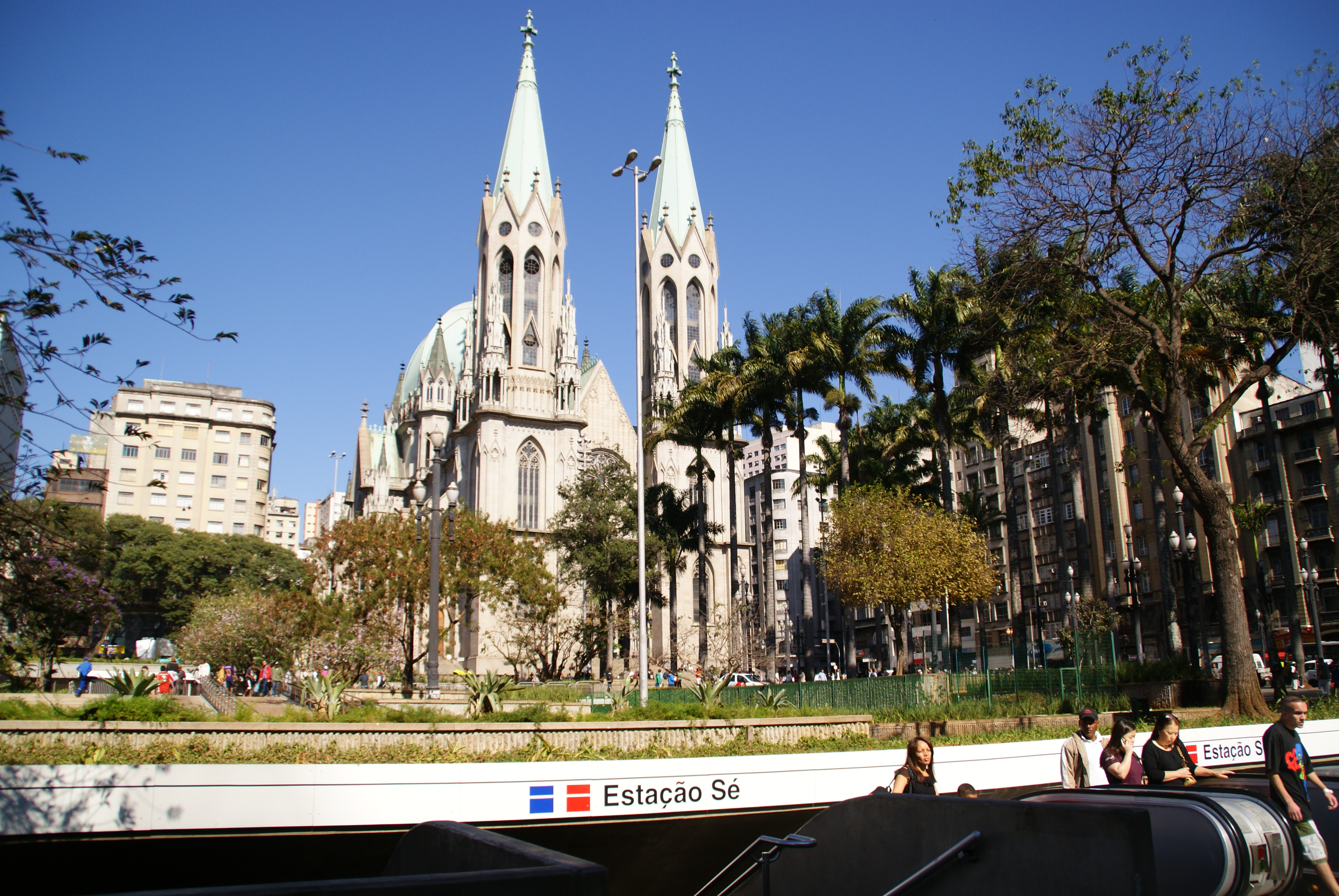
Vista de uma das entradas da estação, com destaque para a Catedral da Sé

As obras da estação da Sé foram concluídas no início de 1978, sendo que a estação da Linha Norte-Sul foi aberta, juntamente com a praça unificada e reurbanizada da Sé em 17 de fevereiro de 1978. A estação da Linha Leste-Oeste foi aberta durante a inauguração desta linha em 10 de março de 1979. Em pouco tempo a estação se consolidou como a mais movimentada da rede do metrô, com cerca de 600 mil pessoas passando diariamente pela mesma (o equivalente a população de Osasco).

## Características
Estação com dois níveis de posição: o embarque da Linha 1–Azul e o da Linha 3–Vermelha são subterrâneos. Composta por mezanino de distribuição e dois níveis sobrepostos com duas plataformas laterais e uma central (um conjunto por linha) com estrutura em concreto aparente e aberturas para iluminação natural, com uma claraboia que permite observar as plataformas de ambas as linhas. O principal acesso integra-se com a praça no nível do passeio. Tem capacidade para 100.000 passageiros no horário de pico, e possui 39.925 metros quadrados de área construída.

### Demanda média da estação
Em 2023, a Estação Sé foi a mais movimentada da Linha 1-Azul, com uma média de 168 mil passageiros em dias úteis, considerando apenas aqueles que fizeram transferência vindo da Linha 3-Vermelha. Também foi a mais movimentada da Linha 3-Vermelha, com média de 195 mil passageiros em dias úteis, incluindo somente os que fizeram transferência vindo da Linha 1-Azul.

### Obras de arte
- "Colcha de Retalhos" (painel), Cláudio Tozzi, mosaico em pastilhas de vidro (1979), tésseras de vidro fundido (3,00 m X 10,50 m), instalado no acesso norte à Catedral da Sé.[15]
- "Fiesta" (painel), Waldemar Zaidler, pintura (1985), tinta acrílica (3,20 m x 10,00 m), instalado na plataforma leste-oeste de Sé.[15]
- "Garatuja" (escultura), Marcello Nitsche, pintura poliuretana sobre metal soldado (1978), chapa de ferro metalizada com zinco, placas de aço vincadas e tinta poliuretana (3,35 m x 3,83 m x 4,44 m - 3000 kg), instalada no mezanino, em frente aos bloqueios.[15]
- "Como Sempre Esteve, o Amanhã Está em Nossas Mãos" (mural), Mário Gruber Correia, pintura sobre parede (1979-1987), tinta vinílica e acrílica (50,00 m²), instalado na plataforma central da Linha 1-Azul.[15]
- "Sem Título" (escultura), Alfredo Ceschiatti, fundição em bronze (1979), bronze e granito (pedestal) (1,27 m X 3,05 m X 1,00 m - 500 kg), instalada no mezanino central.[15]
- "Sem Título" (mural), Renina Katz, acrílica sobre concreto (1978), tinta acrílica (55 módulos de 2,70 m x 0,60 m cada (33m)), instalado no acesso sul na Praça Clóvis.[15]

## Dados da Estação
| Sigla | Estação | Inauguração             | Capacidade                    | Integração                                                          | Plataformas        | Posição     | Notas                                                                                          |
| ----- | ------- | ----------------------- | ----------------------------- | ------------------------------------------------------------------- | ------------------ | ----------- | ---------------------------------------------------------------------------------------------- |
| PSE   | Sé      | 17 de fevereiro de 1978 | 100 mil passageiros hora/pico | Entre as Linhas 1–Azul e 3–Vermelha, com o Bilhete Único da SPTrans | Laterais e central | Subterrânea | Estação com estrutura de concreto aparente, com dois níveis de plataformas, um para cada linha |